# Pervomaiski (Lípetsk)
Pervomaiski (en rus: Первомайский) és un poble (un possiólok) de l'óblast de Lípetsk, a Rússia, que el 2013 tenia 229 habitants. Pertany al districte rural de Griazi.